# Mirko Vukušić
Mirko Vukušić (Vinkovci, 17. studenoga 1959. – Otok, 2. prosinca 1991.) bio je  hrvatski vojni pilot. 
Vojarna Hrvatske vojske u Zemuniku Donjem nosi ime "Pukovnik Mirko Vukušić". 

## Životopis
Završio je osnovnu školu u Vinkovcima, a srednju zrakoplovnu školu u Mostaru. Nedugo zatim, upisuje vojnu akademiju u Zadru, a završava je u Puli kao najbolji pitomac u klasi. Nakon školovanja raspoređen je na službu u Bihaću, a potom u Zagreb na Pleso. Kada je Balvan-revolucijom postalo očito da će izbiti rat, povezao se s hrvatskom stranom te je ostao u JNA kako bi prikupljao i dostavljao hrvatskim službama obavještajne podatke. U rujnu 1991. napustio je JNA i pridružio se OSRH. U početku je radio na naobrazbi branitelja o korištenju protuzračne obrane, a zatim se pridružio novoosnovanom Samostalnomu zrakoplovnom vodu koji je djelovao pri Operativnoj zoni Osijek. Vod je bio opremljen s nekoliko sportskih i poljoprivrednih zrakoplova. Leteći u poljoprivrednim zrakoplovima tijekom Bitke za Vukovar, pripadnici voda probijali su obruč oko Vukovara i u njega bacali pomoć s lijekovima, a također su izvodili i borbene letove u kojima se po neprijatelju djelovalo tzv. "bojler bombama". Dana 2. prosinca 1991., raketa JNA oborila je njihov avion iznad Otoka te su u njemu poginuli Mirko Vukušić, Marko Živković, Ante Plazibat i Rade Griva.